# NGC 891
NGC 891 é uma galáxia espiral localizada a cerca de trinta milhões de anos-luz (aproximadamente 9,197 megaparsecs) de distância na direção da constelação de Andrômeda. Possui aproximadamente cento e vinte mil anos-luz de diâmetro, uma magnitude aparente de 10,1, uma declinação de +42º 21' 03" e uma ascensão reta de 02 horas,  22 minutos e 33,5 segundos.
A galáxia NGC 891 foi descoberta em Agosto de 1783 por Caroline Herschel e é muito estudada devido às suas semelhanças com a Via-Láctea.